# Арина (Висконсин)
Арина (енгл. Arena) је село у америчкој савезној држави Висконсин.

## Демографија
По попису из 2010. године број становника је 834, што је 149 (21,8%) становника више него 2000. године.
| Група             | 2000.       | 2010.       |
| Белци             | 670 (97,8%) | 805 (96,5%) |
| Афроамериканци    | 0 (0,0%)    | 2 (0,2%)    |
| Азијати           | 9 (1,3%)    | 4 (0,5%)    |
| Хиспаноамериканци | 5 (0,7%)    | 15 (1,8%)   |
| Укупно            | 685         | 834         |